# Mòmies de Llullaillaco

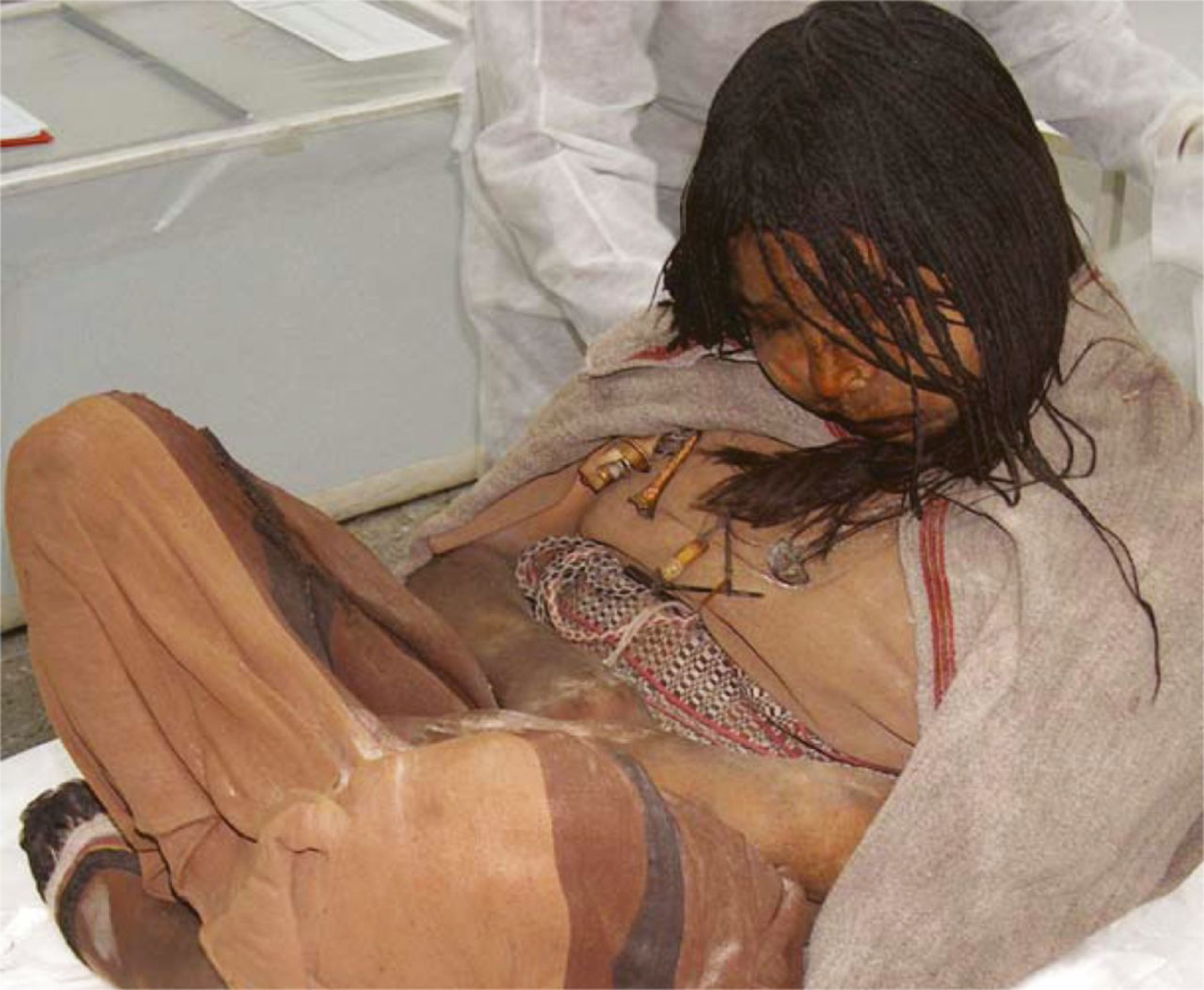
"La Donzella". Un dels tres nens que es van trobar congelats liofilitzats com a ofrena inca al cim del volcà Llullaillaco

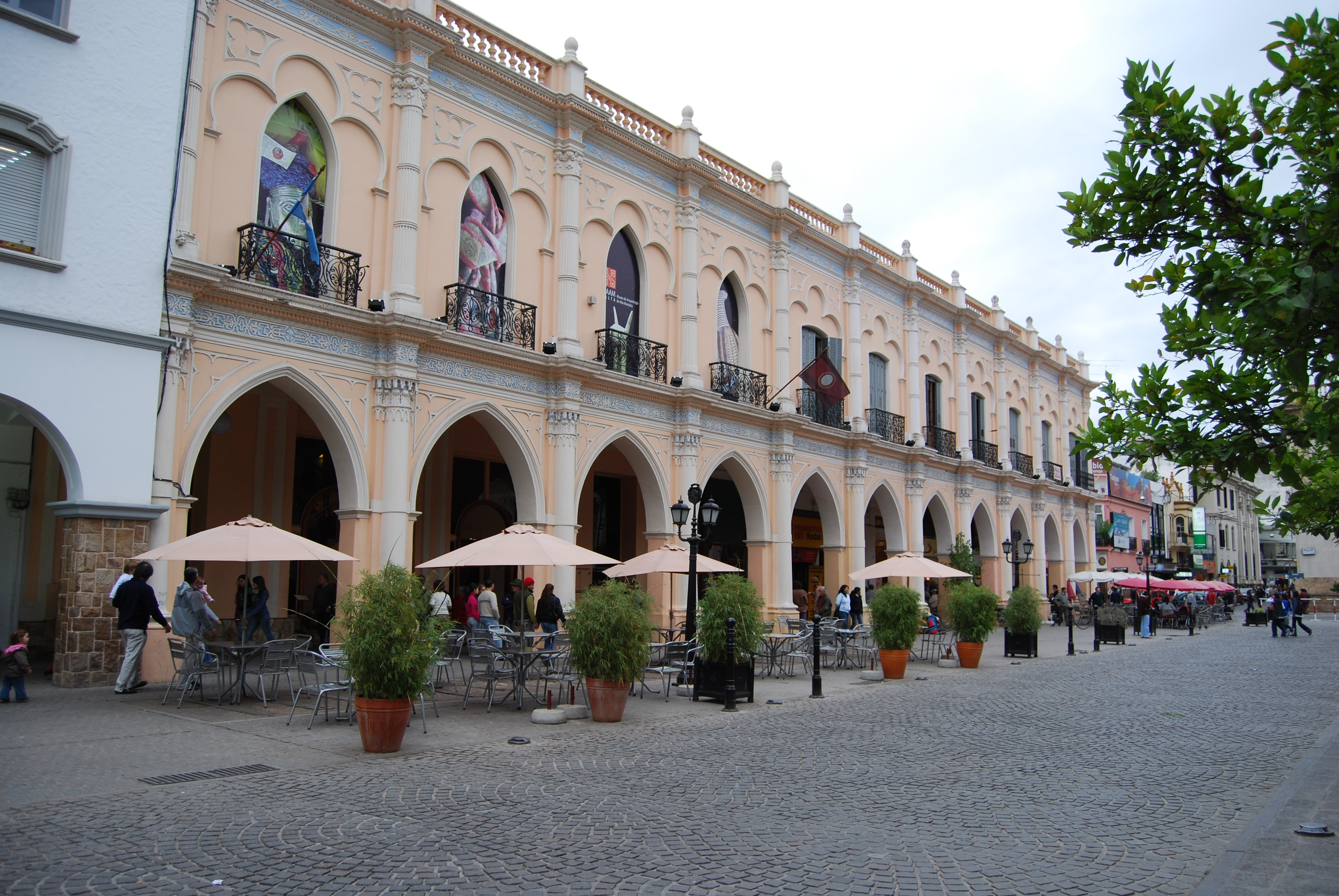
Museu d'Arqueologia d'Alta Muntanya de Salta, on es guarden les mòmies inques

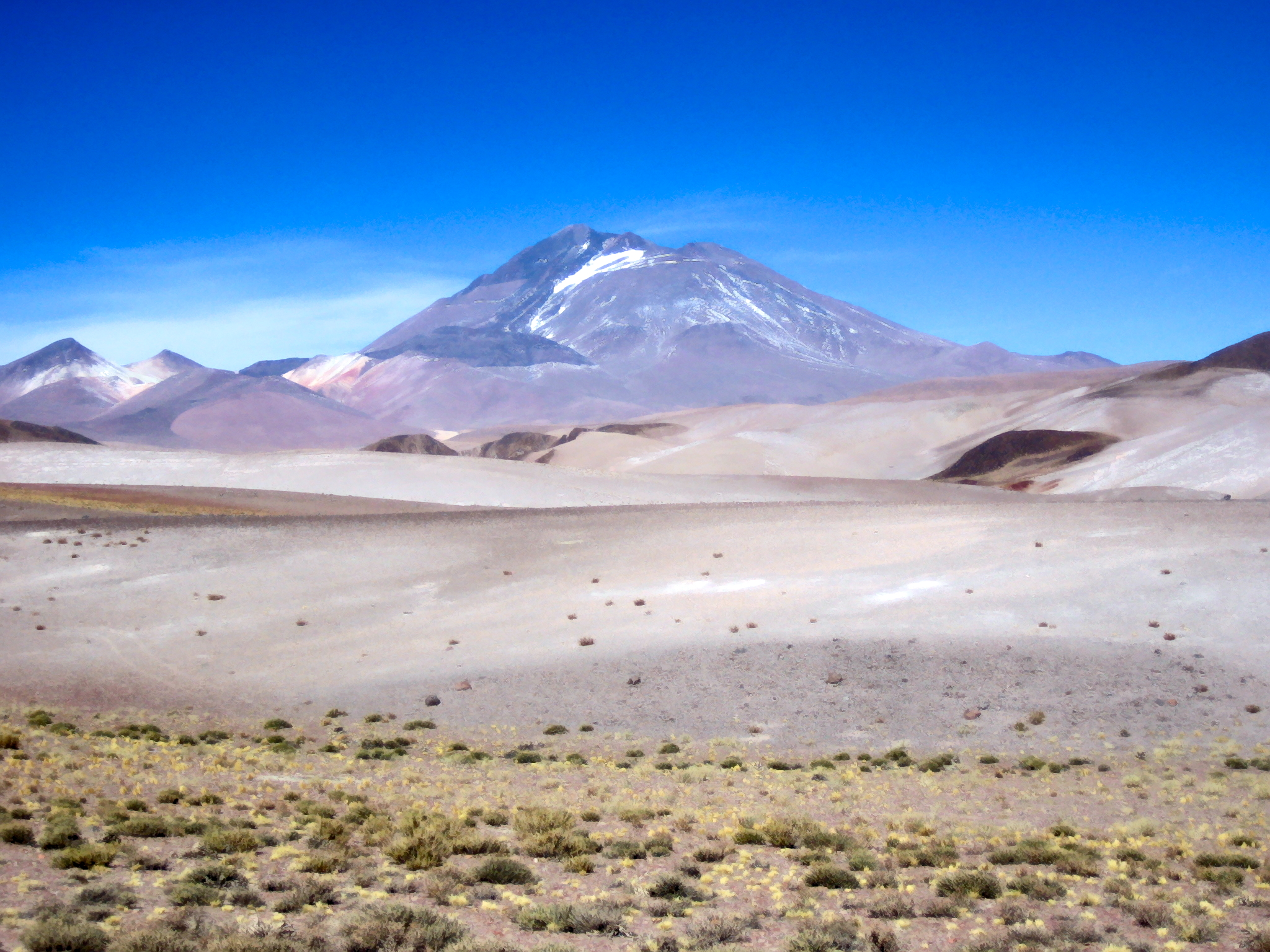
Vista del volcà Llullaillaco

Les mòmies de Llullaillaco, també anomenades Nens de Llullaillaco i Nens del volcà, són els noms amb què es coneixen els cossos de tres nens inques excepcionalment conservats al voltant de cinc-cents anys. Es trobaren a una altura de 6.739 msnm prop del cim del volcà Llullaillaco, a l'oest de la província de Salta, nord-oest de l'Argentina. Actualment es troben al Museu d'Arqueologia d'Alta Muntanya de Salta.
Des de mitjan segle xx es coneixia, pels relats de muntanyistes, l'existència de ruïnes ameríndies en aquest punt inhòspit de la serralada dels Andes. Després de 50 anys, s'hi feu una expedició finançada per la National Geographic Society amb el suport d'autoritats provincials i departamentals. En un treball mancomunat, muntanyistes i arqueòlegs argentins i peruans, sota la direcció de l'antropòleg nord-americà Johan Reinhard i l'arqueòloga argentina Constança Ceruti, tragueren a la llum el que amagava gelosament el jaciment arqueològic més alt del món.
Al març de 1999 es trobaren els cossos d'un nen de set anys («El nen»), una nena de sis («La nena del raig») i una jove de quinze anys («La donzella»). El seu estat de conservació era tal, que alguns expedicionaris coincidiren a afirmar que semblaven adormits. Al costat d'ells es trobaren 46 objectes que en componien l'aixovar, format per figures humanes i animals en miniatura, utensilis i aliments.
Per Llei 25444 del 20 de juny de 2001, els «Nens del Llullaillaco» foren declarats «Béns Històrics Nacionals» i el cim del volcà «Lloc Històric Nacional» per la Comissió Nacional de Monuments i Llocs Històrics de l'Argentina.
Cinc anys després de la troballa, s'exhibí al públic una part del descobriment al Museu d'Arqueologia d'Alta Muntanya de Salta que s'havia creat per a tal fi, a Salta.

## Història de la troballa
Una expedició del Club Andino Chile realitzà la primera ascensió esportiva al volcà Llullaillaco al 1952 i al seu retorn donaren a conéixer l'existència de ruïnes arqueològiques a la muntanya.
Entre 1953 i 1954 el militar alemany Hans-Ulrich Rudel hi feu tres ascensions amb finalitats esportives i exploratòries. Entre 1958 i 1961 l'austríac Matías Rebitsch ascendeix quatre vegades al volcà, i realitza les primeres excavacions a 6.500 msnm d'altura i al cim.
El 1971 el tucumà Orlando Bravo i Celestino Alegre Rojas, que en anys anteriors havia descobert un cementeri a la base del Llullaillaco, hi fan exploracions i excavacions. Entre 1983 i 1985, l'antropòleg nord-americà Johan Reinhard es dedica a estudiar tots els jaciments arqueològics descoberts al volcà.
El 1998, el Consell d'Expedicions de la National Geographic Society de Washington, EUA, decideix organitzar i finançar una expedició al Llullaillaco per tal de localitzar l'emplaçament funerari i recuperar-ne les restes. L'expedició la codirigí Johan Reinhard i l'arqueòloga argentina Constança Ceruti, i incloïa muntanyistes i arqueòlegs argentins i peruans, entre els quals l'arqueòleg salteny Christian Vitry, els andinistes del mateix origen Alejandro Lewis, Mario Lazarovich, Adriana Escobar i Antonio Mercado, els peruans Ruddy Perea, Orlando Jaén, Jimmy Bouroncle, Arcadio Mamami, Edgar Mamani i Ignacio Mamami, i el fotògraf de la National Geographic Gordon Wiltsie, amb la col·laboració de personal i vehicles de l'Exèrcit Argentí. Cap d'ells esperava troballes arqueològiques de tanta importància.
El dia 15 de març de 1999, a una altura de 6.700 msnm, gairebé al cim, aparegueren tres figuretes de llames, dues de petxina marina i una d'argent, que foren la primera troballa del lloc d'ofrenes del cim. Mig metre més avall se'n trobava el primer cos.
El 17 de març es va trobar el cos d'«El Nen», aquest mateix dia uns metres més al nord Mercado i Perea trobaren «La Donzella». L'endemàt, va ser trobada la tercera mòmia, «La Nena del Llamp».
Els «Nens de Llullaillaco» passaren tres setmanes en dos congeladors de la dependència militar Fragata Libertad del barri Ciudad del Milagro, però a causa de l'espai insuficient en els congeladors per a les tres mòmies i els artefactes, i a la falta d'estructura per a la recerca, es traslladaren a la Universitat de Salta, fins al 2004, data en què es va crear el MAAM, institució de destí definitiu.
Al setembre de 2007, dins del museu, es va realitzar la presentació de la Donzella, el primer dels tres cossos a ser exhibit.

## La troballa arqueològica

### El complex

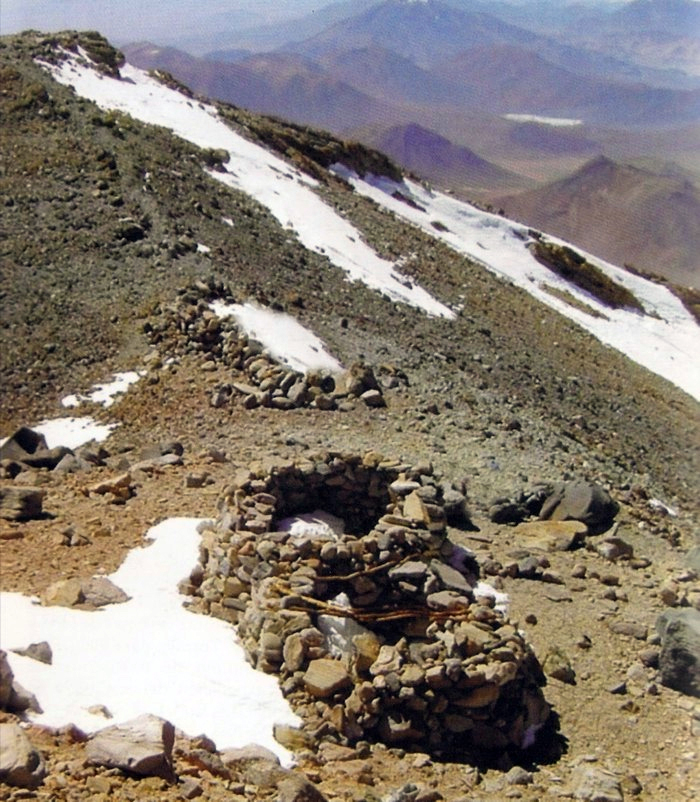
Cabanes dobles i paravent al cim secundari

El complex arqueològic del Llullaillaco comprén diversos llocs associats a un camí, distribuïts des de la base de la muntanya fins al cim. Es creu que el conjunt de construccions degué ser un refugi per a la realització de la cerimònia.
A la base del volcà, a 4.900 msnm, es troba el cementeri trobat per Celestino Alegre Rojas, saquejat temps enrere per cercadors de tresors; més amunt, a 5.200 msnm, hi ha un tambo, amb algunes construccions que conserven parets de fins a dos metres d'altura i les bigues del sostre en la posició originària. Es creu que aquesta estructura servia com a «campament base» per a l'ascensió al cim; hi ha també diversos conjunts menors de ruïnes als vessants de la muntanya.
Al cim secundari, a 6.730 msnm, es troba un conjunt arquitectònic format per dos recintes coneguts com a «cabanes dobles», una estructura semicircular oberta o «paravent» i un tram de camí que condueix a una estructura rectangular o plataforma cerimonial. Aquesta última contenia els tres nens i objectes del seu aixovar mortuori.
Aquestes «cabanes dobles» estan formades per dos recintes contigus de planta subrectangular, i els investigadors hi recuperaren un lligat d'estoretes de palla, probablement utilitzat per aïllar el fred del pis, i tres bosses d'un tipus que encara s'utilitza a la zona per a apilar aliments i altres objectes.
La plataforma cerimonial fa 10 x 6 m i es troba a 6.715 msnm, en un promontori molt visible des del cim, afermada per murs de contenció. En la plataforma es trobaren les tres tombes, cavades en la roca mare, a una profunditat de 1,5 i 2 m. Es consideren aquestes ruïnes el jaciment arqueològic de més altura del món.

### Els objectes de l'aixovar

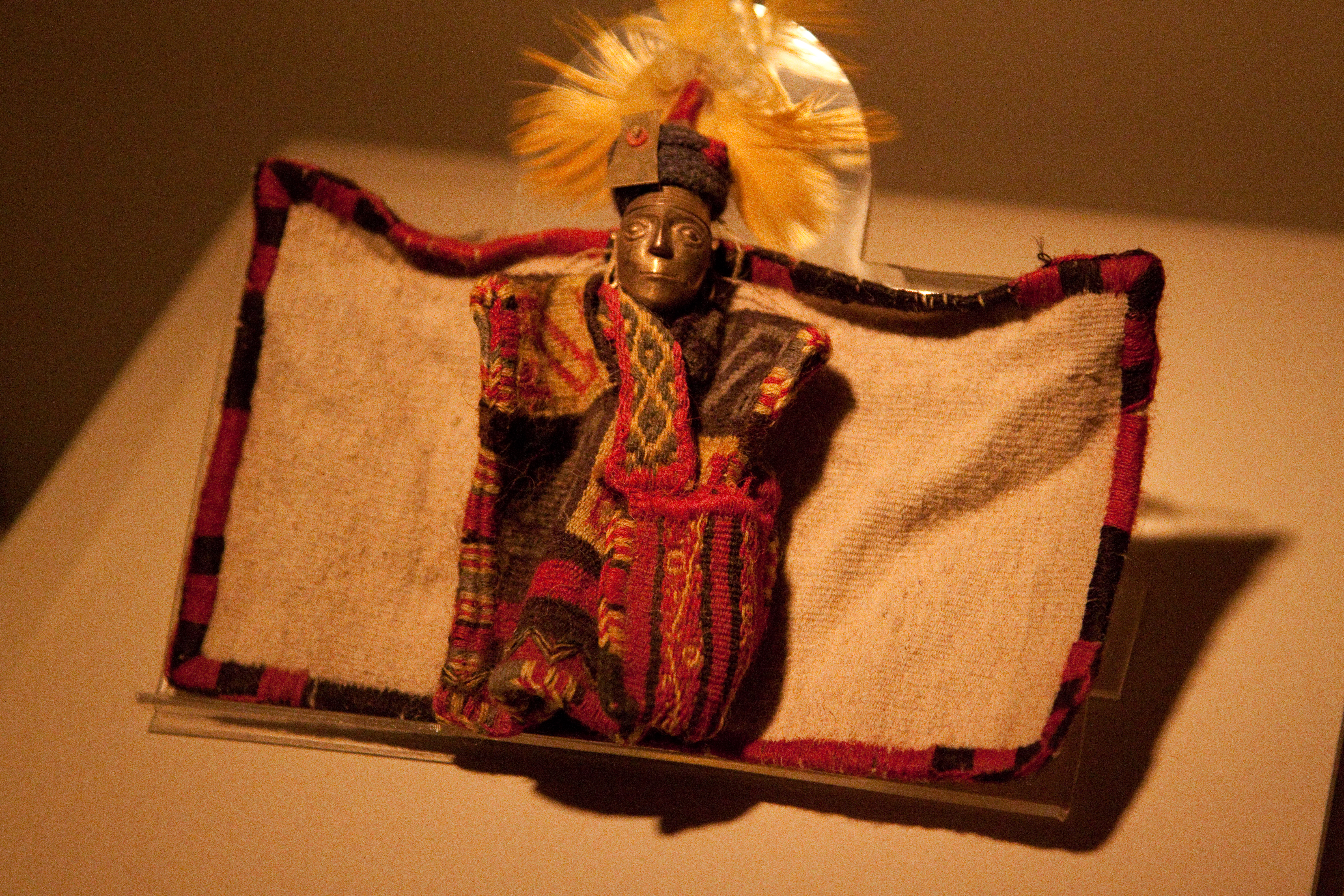
Un dels objectes de l'aixovar, en què es pot apreciar l'excel·lent estat de conservació

En els rituals d'oferiment o pagament a les deïtats es lliurava el millor que es posseïa, amb la idea de ser retribuïts d'igual manera. La vida dels nens i el seu acompanyament mortuori foren en aquest cas la principal ofrena.
Les rèpliques en petita escala del món real que els acompanyen no eren sols petites estatuetes, sinó que incloïen també tèxtils, tocats de plomes, etc., amb tots els detalls en miniatura. En molts casos els tocats i vestits reprodueixen el que vestien els nens. Es pensa que ells havien de transformar-se simbòlicament en les figuretes que els acompanyaven per al viatge: les ofrenes es relacionen amb aquest viatge, per això portaven menjar, beguda, segones sandàlies i mantes.
Les ofrenes que formen l'aixovar estan elaborades amb materials provinents de diferents llocs de l'Imperi inca. S'hi veuen reflectides les regions geogràfiques més importants del Tawantinsuyu, com els elements simbòlics de més transcendència: petxines marines, Spondylus o mullu de l'Equador, metalls de la serralada, llanes fines de l'altiplà, plomes de les selves orientals, fulles de coca de les iungues bolivianes, dacsa dels llocs temperats, manufacturats íntegrament a la capital de l'estat.
La societat andina tenia com a base l'organització dual. Aquesta visió del món es basa en la divisió en dues parts iguals, oposades i complementàries —a dalt i a baix, dreta i esquerra, femení i masculí, etc.. Aquest principi travessava les dimensions religioses, ideològiques, socials i polítiques. Seguint aquesta lògica, les peces de l'aixovar tenen una marcada diferència entre el masculí i el femení, representant les activitats pròpies de cada sexe, com també la jerarquia i lloc de procedència.
El Spondylus o mullu està vinculat a Mama Cocha, deïtat del mar associada a la fertilitat; d'altra banda, l'or i l'argent a la figura de l'inca i els seus afins, relacionan-lo directament amb la parella divina Inti —sol— i Mama Quilla —lluna.

### El nen
El primer cos localitzat corresponia a un nen d'aproximadament set anys; es trobava assegut sobre una túnica o unku de color gris amb el rostre dirigit cap al sol naixent. Com tots els homes de l'elit inca, té el cabell curt i un adorn de plomes blanques sostingut per una Huarak'ca (una fona de corda de llana) enrotllada al voltant del cap i portava un adorn pectoral confeccionat amb peces de Spondylus, pèl de camèlids i cabell humà.
El grup d'ofrenes junt al Nen es componia de miniatures que representarien personatges i objectes del se entorn: tèxtils en miniatura, tocats elaborarats en tèxtil, plomes, or, petits detalls de Spondylus, una placa ceremonial d'argent, ushutas de cuir i llana de camèlids, bossetes de pell d'animal que contenen cabell del xiquet, un saquet teixit o chuspa, un cadenat amb plomes blanques, i un aríbalo o urpo de ceràmica, que consisteix en un recipient policrom de cos voluminós amb base punxeguda, dues anses i boca acampanada, amb decoracions geomètriques: en destaca una falguera estilitzada; la seua funció principal era transportar o emmagatzemar líquids.
Crida l'atenció en el seu aixovar una sèrie de estatuetes que representen llames en miniatura fetes en or, argent i Spondylus, conduïda per homes finament vestits. Les estatuetes de camèlids, en general, eren ofrenes típicament masculines i escenificaven les principals activitats a càrrec dels homes.
En el món andí els camèlids tenien una gran importància en diverses activitats, especialment en l'economia: significaven aliment, transport, i la seua llana proveïa la matèria primera per confeccionar els més variats tèxtils del Sapa inca. La principal funció dels ramats era acompanyar els exèrcits per servir com a traginers o aliment. També eren innombrables les llames destinades a ofrenes en els rituals i festivitats del món inca.
Altres peces destacables són les fones o huarak'cas fetes amb llana de camèlids, són llaços de longitud i amplària considerables. Es troben associades al món masculí i evidencien diversos usos. Les huarak'cas s'usaven com a adorns cefàlics associades a plomes i flors, eren signes de noblesa i s'utilitzaven en determinades cerimònies. Durant la cerimònia d'iniciació o huarachicuy, els joves rebien la seua insígnia o huarak'ca i els perforaven les orelles, símbols de pertinença a la noblesa inca i futurs administradors de l'imperi.
El 2004 un estudi de la mòmia realitzat per la britànica Angelique Corthals trobà una mescla de sang i saliva en un drap que es troba al coll del nen. Per a Corthals açò evidencia una hemorràgia en els pulmons causada per un colp fort, per la qual cosa suggereix que el nen va morir violentament. Per a l'arqueòleg Christian Vitry i l'enginyer Mario Bernaski la taca de sang és causa d'un edema pulmonar produït per l'ascens d'un nen de 7 anys a més de 6.700 m d'altura: aquesta teoria és recolzada pel fet que no es veien signes de violència al pit del nen.

### La donzella
La segona troballa uns metres al nord del nen corresponia a una jove, d'uns quinze anys en el moment de l'ofrena. Duia al cap un tocat important de plomes blanques; al rostre encara conserva restes de pigment roig, i a la boca petits fragments de fulla de coca. Possiblement era una verge del Sol o aclla, educada a la casa de les escollides o aclla huasi, un lloc de privilegi per a determinades dones en el temps dels inques.
Tenia un vestit o acsu de color marró clar ajustat a la cintura per una faixa amb dibuixos geomètrics que combinen colors clars i foscos amb les vores roges. Sobre les espatlles porta un mantell o lliclla de color gris amb guardes roges, sostinguda per un fermall o tupu d'argent a l'alçada del tòrax. Al pit, prop de l'espatlla dreta, té un conjunt de penjolls d'os i metall.
El seu llarg cabell està pentinat amb petites trenes, com era costum en alguns poblats dels Andes. Els pentinats i adorns al cap servien per a identificar les persones culturalment i geogràfica.
El seu aixovar incloïa objectes de ceràmica de formes i estil inques, un aríbalo —atuell ceràmic—, pitxeret, plats ornitomorfs; elements tèxtils com chuspas, faixes enrotllades i una petita wincha per al cabell. També keros de fusta en miniatura, una pinta d'espines d'Echinopsis atacamensis, i trossos de carn seca o charqui, i figuretes antropomorfes femenines d'or, argent i valva de Spondylus.
Entre altres objectes que acompanyaven «la donzella» destaca una estatueta femenina elaborada amb làmines d'argent, el seu vestit miniaturitzat consisteix en acsu, una túnica que embolica el cos, subjecta per una faixa anomenada chumpi, i una manta coneguda com a lliclla que cobreix les espatlles i esquena, ambdues unides per tupus, agulles d'argent, representant el vestit típic de les dones. El tocat de la figureta, fet amb plomes blanques retallades i entreteixides sobre un suport de llana, és una reproducció exacta del que portava la dona, i presenta una prolongació a manera de capa, a la part posterior. A l'àrea andina, els tocats són i eren el complement de l'abillament, portadors de diferenciació social, gènere, pertinença ètnica i jerarquització social.

### Laxiqueta del llamp

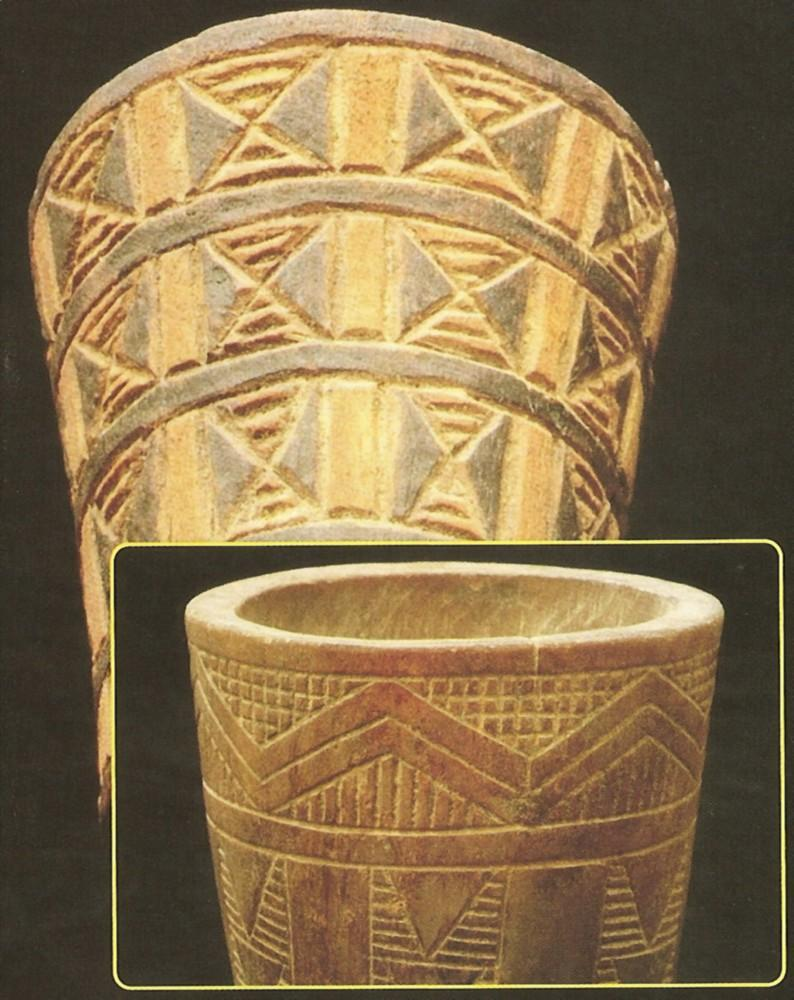
Keros de fusta amb decoració incisa

La tercera troballa era una xiqueta menuda, de sis anys, que es trobava asseguda, amb les cames flexionades i el cap alçat mirant cap al sud-oest. En algun moment la descàrrega d'un llamp va penetrar més d'un metre a terra i la va tocar, danyant-li part del cos i del vestit; per això se la coneix com «la xiqueta del llamp».
El seu cabell llis està pentinat amb dues trenes petites que ixen del front, i porta com a adorn una placa de metall. Té els ulls tancats i la boca mig oberta: se li veu la dentadura. Com a sinònim de bellesa i jerarquia, el seu crani fou intencionalmente modificat, i té una forma cònica.
Sobre les espatlles té un mantell o lliclla de color marró sostingut per un fermall o tupu d'argent col·locat a l'alçada del pit. El cap i part del cos estaven coberts per una gruixuda manta de llana fosca, i tot el cos estava embolicat en una altra manta de color clar amb brodats rojos i grocs en el seu perímetre.
L'acompanyaven alguns objectes de ceràmica en miniatura, d'estil inca com plats amb cap d'ànec; bosses o chuspas; mocasins de cuir; sandàlies, keros de fusta tallada amb decoracions geomètriques incises, i un conjunt de estatuetes antropomorfes femenines en miniatura d'or, argent i mullu vestides amb miniatures de tèxtils i tocats de plomes, i un braçalet miniatura d'or batut.

## Lacapac cocha

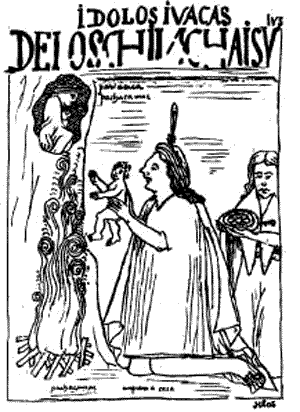
Cerimònia de Capac cocha

Les recerques sostenen que el sacrifici de nens es va produir en el marc de la cerimònia anomenada capac cocha durant un estiu entre 1480 —data d'expansió de l'Imperi Inca al nord-oest argentí— i 1532 —data en què l'imperi va caure sota domini espanyol.
Des d'un punt de vista etimològic, cocha significa 'haver de, deute, obligació', l'incompliment de la qual cobra el sentit de falta. D'aquesta manera, en paraules de Gerald Taylor, «el Capac cocha correspon a la realització d'una obligació ritual de màxima importància i esplendor».
El ritual de Capac cocha fou extensament documentat pels cronistes espanyols, i l'existència d'aquesta classe de jaciments arqueològics a les muntanyes dels Andes en altures properes als 5.000 msnm és ben coneguda: alguns d'aquests jaciments foren profanats i saquejats i, tant restes humanes com altres peces arqueològiques, foren venudes al mercat negre o a museus.
En el cas d'aquests tres cossos, pel que sembla, els dos nens eren de famílies nobles, escollits des del seu naixement per formar part fonamental del ritual, com suggereix el fet que els cranis fossen deformats amb diferents tècniques. Les recerques basades en l'anàlisi d'ADN han determinat que no n'hi havia parentiu entre els tres.

## Crítiques i controvèrsies

### Respecte a les cultures originàries
Les crítiques des d'algunes comunitats originàries se centren sobretot en el respecte a la tradició cultural inca heretada, de la qual se senten dipositaris únics, així com de a qui correspon la «propietat» de les restes arqueològiques. Aquests grups sostenen que el canvi de lloc dels cossos dels nens és una profanació. També afirmen que aquest museu és un desafiament a la Constitució de la nació argentina, que estableix que el Congrés de la Nació Argentina reconeix la preexistència ètnica i cultural dels pobles indígenes argentins, garantint -concurrentment amb les províncies- el respecte a la seua identitat i «assegurant la seua participació en la gestió dels interessos que els afecten».
Alguns professionals han remarcat el respecte als criteris de les diverses cultures, prevists en el Codi d'Ètica Professional del Consell Internacional de Museus —ICOM—, que expressa en el punt titulat «Responsabilitats professionals respecte a les col·leccions», que «el museu haurà de respondre amb diligència, respecte i sensibilitat a les peticions que es repleguen de l'exposició al públic de restes humanes o peces amb un caràcter sagrat. També es respondrà de la mateixa manera a les peticions de devolució d'aquests objectes. En la política dels museus s'ha d'establir clarament el procediment per respondre a aquestes peticions».
Per a l'arqueòleg Christian Vitry, aquesta recerca ajudà a entendre millor el context dels rituals que s'efectuaven als turons fa 500 anys i més. Segons la creença inca, els nens oferts no morien, sinó que es reunien amb els seus avantpassats, que observaven els llogarets des dels cims de les muntanyes. Vitry afirmà a un mitjà de Salta que «es diu que les mòmies són d'origen inca, i tot i que l'inca no existeix com a entitat política, social i cultural, no es pot dir que no existisquen els pobles originaris locals que assumeixen com a "propis" els elements del passat». Més recentment Vitry opinà que «hui, les mòmies del Llullaillaco formen part del patrimoni cultural local, patrimoni que fou consensuat per un cos social, és a dir, tota la comunitat, incloent els grups indígenes.»
Una publicació especialitzada ha arribat a afirmar que l'exhibició de les restes de les mòmies de Llullaillaco constitueixen una «...falta de consideració, que frega el menyspreu per la humanitat dels integrants d'una antiga cultura indígena».
Aquesta concepció de l'exhibició de les restes com una profanació sembla més aviat inspirada en l'enfocament catòlic posterior al procés d'evangelització i no en la tradició inca, ja que els mateixos inques acostumaven a traure les mòmies dels seus avantpassats de les voltes al novembre, mes de portar difunts, que anomenaven institutriu marq'ai killa, donar-los menjar, adornar-los, i passejar-los per carrers i places.

### Reclamació econòmica
Carlos Vara, un delegat de la comunitat Suri-diaguita-calchaquí, declarava en referència a l'exposició dels cossos en el MAAM: «no sols violaren la tomba dels nostres ancestres, sinó que no veiem cap benefici, perquè ells cobren entrades».
L'arqueòleg Christian Vitry assegura que el govern prometé als habitants de les comunitats una capacitació per formar-los com a guies, perquè puguen treballar al museu, o un espai perquè venguen la seua artesania. «El museu genera diners que va per a l'estat provincial. De vegades, la gent de les comunitats ens increpa, ens demana que li donem diners de les entrades. Tant de bo un dia tot es convertisca en un sistema equitatiu que li retorne als pobles tot el que els pobles li van donar».

### La inevitable deterioració
Hi ha un corrent d'opinió controvertit que sosté que quan es mou aquest patrimoni arqueològic de les seues condicions ambientals originàries, tot i que observant les majors precaucions, es produeix una deterioració, que, encara que mínima, amb el transcurs dels anys pot ser greu; i puntualitza que en 10 anys de trasllat, les restes s'han deteriorat més que en els 500 anys que estigueren al seu emplaçament originari.
Les declaracions de Gerardo Vides Almonacid, que és el responsable de la preservació dels cossos dels nens, semblaven confirmar aquesta deterioració quan afirmà que: «la base de tota la recerca que es feu, tant el 1999 com el 2004 i al desembre del 2008, demostra que els cossos estan estables. És a dir, que estan preservats. Lògicament sempre hi ha la deterioració, qualsevol persona quan passa el temps, encara que estiga viva, es va deteriorant. Deu anys abans tenia una situació de preservació del físic i del seu cos; deu anys després té moltes alteracions, però això no significa que estiga malament, significa que està bé, que els cossos estan estabilitzats». En el mateix sentit, un informe generat del director Miguel Xamena, el responsable del disseny del sistema de criopreservació del MAAM, l'enginyer Mario Bernaski i del mateix Almonacid, reporta que «després de deu anys l'impacte natural pels canvis no ha estat tan greu» encara que estudis recentment publicats afirmen totalment el contrari.

## Galeria

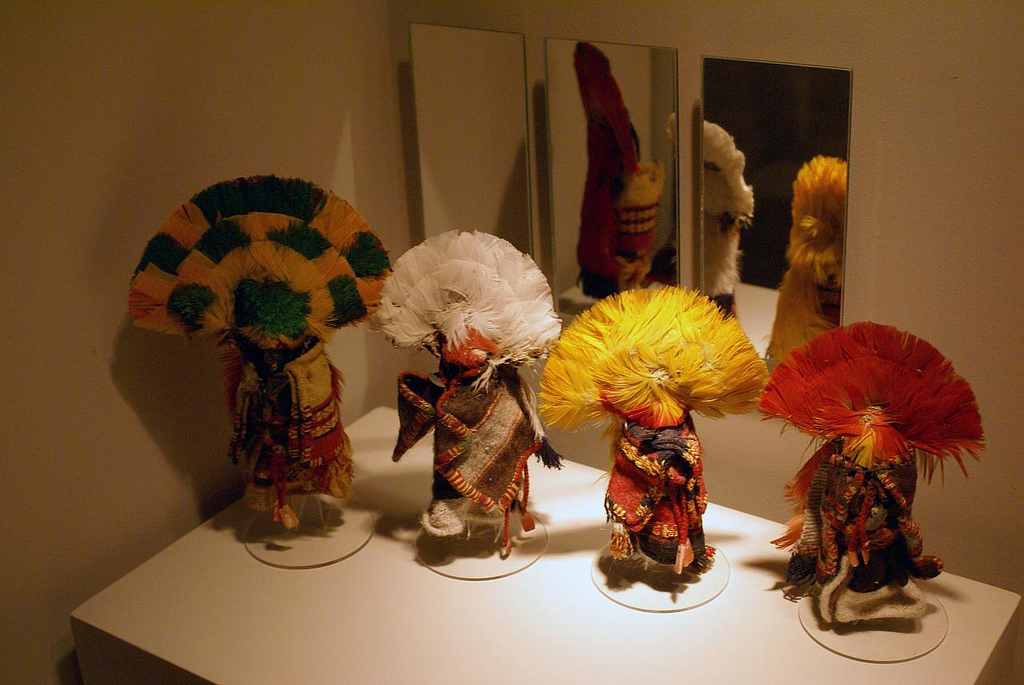
Aixovar oposat al costat dels nens del Llullaillaco.
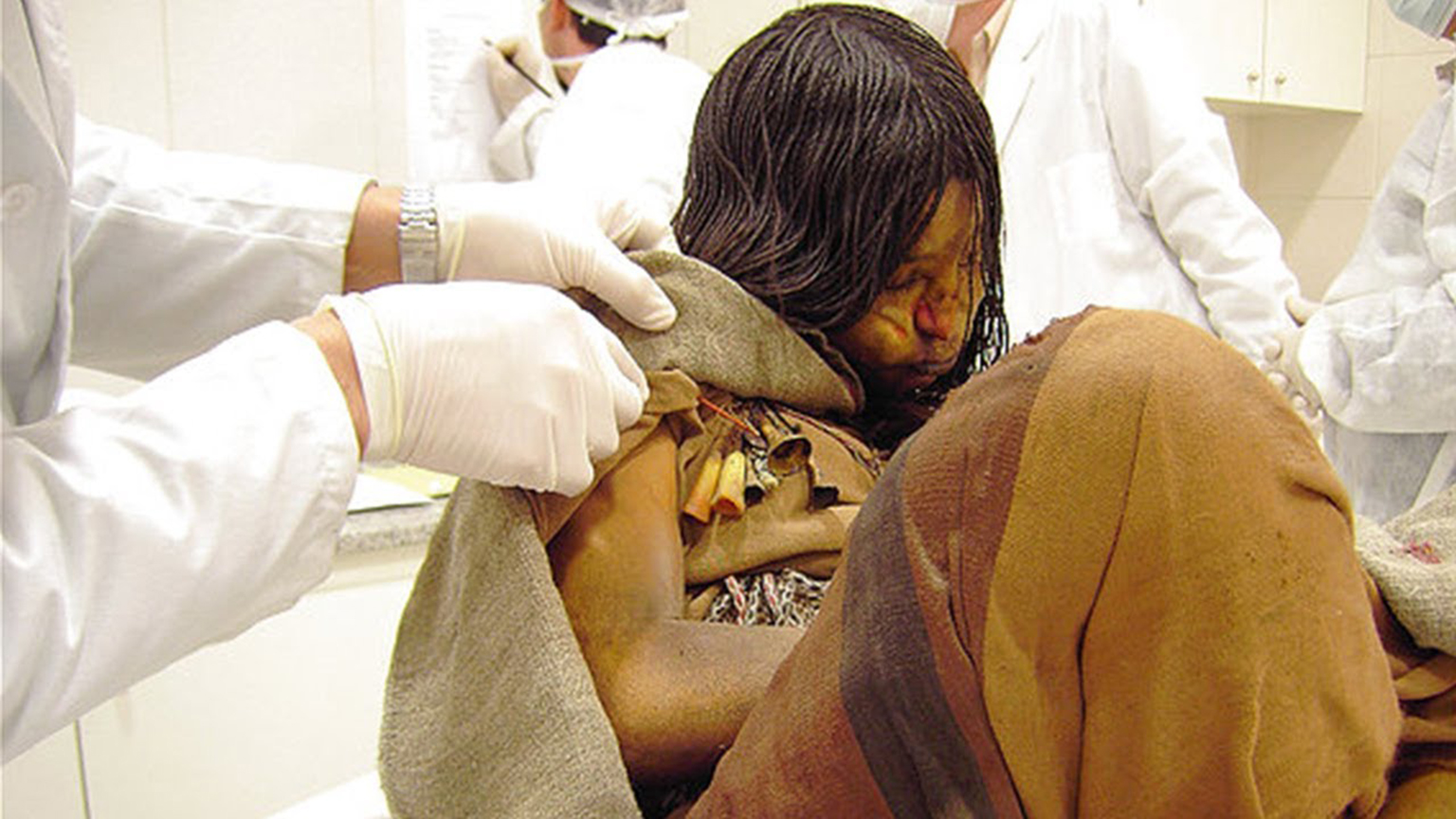
"La Donzella", mòmies del Llullaillaco.
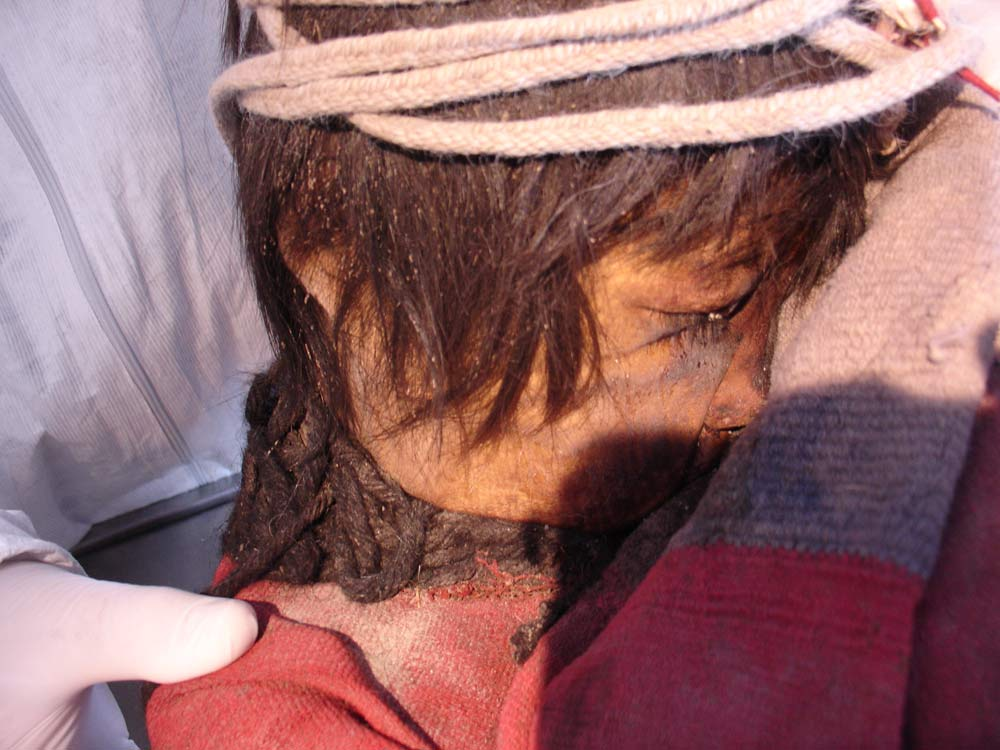
"El Nen".